# Retour du troupeau
Retour du troupeau (en russe : Возвращение стада) est un tableau du peintre russe Fiodor Vassiliev (1850-1873), réalisé en 1868. Il appartient à la collection de la Galerie Tretiakov (repris à l'inventaire sous le n° 894). Ses dimensions sont de 61,5 × 96,6 cm, (selon d'autres données 62 × 97,7 cm).

## Histoire et description
Fiodor Vassiliev, alors âgé de 18 ans, passe l'été 1868 avec le peintre Ivan Chichkine dans le village de Konstantinovka, situé à proximité de Krasnoïe Selo, non loin de Saint-Pétersbourg. De là lui vient l'image de ce tableau (aujourd'hui à l'endroit du raïon Gorelovo). Ses tableaux de cette période sont liés au thème du paysage villageois. Datent de cette époque également, Rue de village et Après l'orage,.
Le tableau Retour du troupeau a été présenté au concours de la Société impériale d'encouragement des beaux-arts de 1868 à Saint-Pétersbourg et a obtenu le premier prix du paysage d'un montant de 400 roubles,. Peu de temps après le concours, le tableau a été acquis par le collectionneur Pavel Tretiakov,.
Rendant hommage à la haute qualité de l'artiste (en particulier pour sa représentation vraie du ciel), les critiques ont également attiré l'attention sur l'existence d'une rupture de l'unité de l'image par la présence du bosquet à l'arrière-plan, telle que la pratiquaient les représentants de l'École de Barbizon.